# Животът. Начин на употреба
„Животът. Начин на употреба“ (на френски: La Vie mode d'emploi) е роман на френския писател Жорж Перек, издаден през 1978 година.
Най-популярната книга на Перек, романът е сочен от някои критици като един от образците на постмодернизма в литературата. Той представлява мозайка от преплетени истории и идеи, както и литературни и исторически алюзии, свързани с обитателите на измислен парижки жилищен блок.
„Животът. Начин на употреба“ е издаден на български през 1980 година в превод на Бояна Петрова.